# جوانا ایزنبرگ
جوانا ایزنبرگ (انگلیسی: Joanna Aizenberg؛ یک شیمی‌دان اهل ایالات متحده آمریکا است. زمینه تحقیقات وی کانی سازی زیستی است. ایزنبرگ استاد دانشگاه هاروارد است.